# Euchromia ekeikei
Euchromia ekeikei là một loài bướm đêm thuộc phân họ Arctiinae, họ Erebidae.